# Хільперік II (король бургундів)
Хільперік II (лат. Chilperikus; д/н — між 486 та 493) — король бургундів у 473—491/493 роках.

## Життєпис
Син Гундіоха, короля бургундів. Після смерті батька 473 році владу успадкував стрийко Хільперік I. Втім Хільперік разом з братами Годомаром і Годегізелом зуміли домогтися отримання частки володінь при загальній зверхності Хільперіка I. В результаті Хільперік II отримав частину колишньої римської провінції Галлії Лугдунської Першої. Його резиденцією стало місто Ліон. Протягом 472—473 років надавав військову підтримку magister militum Екдіцію Авіту, що захищав Овернь від вестготів.
Ймовірно, у 476 або 477 році надав притулок Екдіцію. За іншими версіями, саме в цей час Хільперік II. Проте це є сумнівним. Після смерті стрийка — короля Хільперіка I в союзі з братом Годомаром I виступив проти амбіцій іншого брата Гундобада. 485 року союзники завдали останньої поразки у битві при Отені. Проте вже 486 року Хільперік II і Годомар I були переможені в битві при В'єнні. Годомар I загинув. Ймовірно, Хільперік II продовжував війну до 491 року, коли потрапив у полон й був страчений. За іншою версією, це відбулося 493 року або Хільперік II потрапив у полон 491 року, а його вбивство сталося 493 року. Було також вбито дружину короля.
Після смерті Хільперік II одна з його доньок Крона (Хрона) стала черницею, а друга — Хродехільд втекла до стрийка Годегізела, а потім була видана заміж за франкського короля Хлодвіга. За іншими відомостями вона залишалася при дворі Гундобада йбула видана франкам на вимогу Хлодвіга.